# L'ultimo Natale di guerra
L'ultimo Natale di guerra è una raccolta di 26 storie scritte da Primo Levi, in cui riaffiorano le memorie del Lager, i ricordi da bambino e animali di fantasia.
Quando morì, Primo Levi lasciò dispersi in varie sedi (giornali, riviste, libri) oltre una ventina di racconti che coprono l'arco di un decennio. Sono stati riuniti in quest'opera postuma, che comprende anche storie autobiografiche ambientate nel lager di Auschwitz. Scorrono in queste pagine non solo gabbiani, formiche, giraffe, canguri, marziani, fanciulle alate ma anche riflessioni sulla società (L'intervista), memorie del lager (Auschwitz, città tranquilla, Un giallo nel lager), osservazioni sulla morale (Le due bandiere), ricordi d'infanzia (Meccano d'amore, Ranocchi sulla luna). Storie dolorose e insieme immaginifiche che ci raccontano, in una straordinaria varietà di stili, gli infiniti chiaroscuri della vita in un doppio registro narrativo che attraversa tutti gli aspetti dell'animo umano. L'autore non ci prospetta solo il dolore di vivere, ma anche i giochi combinatori della natura, sempre osservati con la distanziata ironia di uno scrittore capace di cogliere l'orrore e lo splendore dell'uomo.

## Edizione
- Primo Levi, L'ultimo Natale di guerra, Torino Einaudi, 2000.

## Datazioni, indicazioni editoriali e trame
- Cena in piedi (apparso su La Stampa, 1977)
  - Avventure di Innaminka, un canguro invitato ad un ricevimento di umani.
- L'intervista (apparso su La Stampa, 1986; datato 22 maggio 1977[1]) 
  - Elio, di ritorno dal turno di notte, prima dell'alba viene intervistato sulla strada di casa da una voce, il portatore della quale, nell'oscurità, egli non riesce a scorgere. L	'intervistatore dice di provenire da una stella vicina e di stare raccogliendo dati statistici sugli esseri umani. Con lo spuntare del chiarore dell'alba Elio vede che la voce proviene "da una grossa chiazza di marmellata bruna"[2] ai suoi piedi, che si libra poi in cielo.
- Erano fatti per stare insieme (apparso su La Stampa, 1986; datato 27 novembre 1977)
  - Storia dell'incontro e dell'unione di Plato e Surfa.
- In una notte (apparso in Tuttolibri, V, n. 48-49, 22 dicembre 1979)
  - Un treno, consistente in una motrice e 3 vagoni merci era stato costretto ad arrestare la sua corsa a causa della gran massa di fogliame accumulatasi nel freddo tratto di altopiano. Sul far della notte erano usciti dal vicino bosco "uomini e donne di bassa statura, esili, vestiti di scuro"[3], che avevano iniziato a demolire il treno (e a rimuovere "il corpo inerme del macchinista"[4]); "quando sorse il sole, del treno non rimaneva più nulla."[4]
- Anagrafe (apparso in La Stampa, 22 giugno 1981)
  - Il lavoro di Arrigo consisteva nello stabilire (in anticipo) le cause della morte ventura degli esseri umani. Egli trovava la situazione delle schede personali che gli pervenivano così disordinata che aveva preferito scendere di un livello salariale pur di cambiare mansione. Ora si occupava della "ferma del naso" dei nascituri.[5]
- La grande mutazione (apparso su La Stampa, 1986; datato 21 agosto 1983)
  - Alla preadolescente Isabella stavano spuntando le ali, il primo caso in Italia di siffatta "grande mutazione", già attestata in altri paesi. A tempo debito Isabella impara a volare, mentre i casi di simile mutazione, contagiosi, si diffondono nel vicinato.
- Auschwitz, città tranquilla (apparso su La Stampa, 1986; datato 9 marzo 1984)
  - Mertens, chimico tedesco, e quindi in un certo senso collega dell'Autore (per quanto: "io" – dice Levi – "stavo dentro al filo spinato e lui fuori"), si era appunto trasferito alla fabbrica Buna Werke di Auschwitz nel 1941, quando ancora forse non era agevole sapere quanto stava accadendo o sarebbe accaduto all'interno del campo di concentramento. Il ritorno di Mertens ad Auschwitz dopo un'assenza, nel 1943, è invece, secondo l'Autore, difficilmente giustificabile, dal momento che "molti buoni cittadini tedeschi si sono comportati come lui, cercando di non vedere e tacendo di quanto vedevano."[6]
- L'ultimo Natale di guerra (edizione privata a cura di Sergio Grandini, Lugano, 1984; poi in Triangolo rosso, n. 11-12, dicembre 1986; datato 27 marzo 1984)
  - Nel 1944, il tecnico di laboratorio chimico annesso ad Auschwitz – dove l'Autore lavorava da recluso - , la signora Mayer, gli chiede un favore e lo ricompensa con del cibo. Era un rapporto pericoloso fra prigionieri e gente "libera"; e in più la signora Mayer augura buon Natale all'Autore (parole piuttosto "assurde se rivolte ad un prigioniero ebreo"[7]). Ed in effetti il Natale si rivelerà relativamente buono: l'Autore riceve per vie traverse – le uniche possibili – dai famigliari un pacco contenente generi alimentari, che divide con l'amico Alberto (fatta salva una buona metà, che viene rubata).
- Le due bandiere (apparso su La Stampa, 1986; datato 17 maggio 1984)
  - Bertrando è un giovane dell'immaginario paese di Lantania, da tempo nemico della confinante Gunduwia. L'astio fra i due paesi si concentrava, per Bertrando, nelle rispettive bandiere: egli, naturalmente, amava la propria e disprezzava l'altra. In un periodo di relativa distensione si era organizzata una partita di calcio fra le rappresentative di Lantania e di Gunduwia: allo stadio, quando Bertrando vede le due bandiere affiancate garrire al vento, è colto da malore.
- Meccano d'amore (apparso su La Stampa, 1986; datato 20 gennaio 1985)
  - L'Autore, 11enne, era innamorato di Lidia, di 9 anni, che aveva incoraggiato a raccogliere francobolli. Lidia invece preferiva Carlo, amico dell'Autore e che con lui condivideva la passione per il gioco del Meccano. Per l'onomastico della bimba l'Autore le regala un orologio realizzato col Meccano, ma, di nuovo, Lidia preferisce il regalo di Carlo: una bustina contenente francobolli del Nicaragua.
- Pipetta da guerra (apparso su La Stampa, 1986; datato 23 maggio 1985)
  - Ricostruzione degli avvenimenti che hanno portato l'Autore a contrarre la scarlattina durante la sua prigionia ad Auschwitz, e perché a questo fatto si deve verosimilmente la sua sopravvivenza.
- Ranocchi sulla luna (apparso su La Stampa, 1986; datato 15 agosto 1985)
  - L'Autore, da bambino, durante le vacanze estive, alleva girini ed assiste alla loro muta.
- Il fabbricante di specchi (apparso su La Stampa, 1986; poi in  Primo Levi, Il fabbricante di specchi. Racconti e saggi., Torino, La Stampa, 1997, ISBN 9788877831095.; datato 10 novembre 1985)
  - Timoteo costruisce uno Spemet: uno "specchio metafisico". Se vi ci si specchia mentre lo Spemet è applicato sulla fronte di una persona, l'immagine restituita è quella di come la persona ti vede.
- Il passa-muri (apparso su La Stampa, 1986; datato 2 marzo 1986)
  - Memnone è stato incarcerato perché negava la tesi dell'infinita divisibilità della materia, sostenuta dalla potente corporazione degli alchimisti, e sosteneva invece l'atomismo. Corollario dell'atomismo era la compenetrabilità dei corpi e Memnone riesce a dimostrarla quando, con opportuni accorgimenti, ha successo nel passare attraverso al muro della cella, evadendo. Ma il fatto che il suo corpo era diventato compenetrabile lo costringerà a soccombere di fronte a difficoltà esiziali.
- Le fans di spot di Delta Cep. (apparso in L'Astronomia, n. 54, aprile 1986)
  - Traduzione di un messaggio di una abitante dell'8º pianeta di Delta Cephei ad un personaggio televisivo terrestre, con la descrizione delle abitudini del suo mondo, contrario alle leggi scientifiche (almeno come noi ce le rappresentiamo).
- Nozze della formica (apparso su La Stampa, 1986; datato 20 aprile 1986)
  - Intervista ad un'ape regina, che spiega il prevalere della ragion di Stato nell'organizzazione dell'alveare.
- Forza maggiore (apparso su La Stampa, 1986; datato 27 luglio 1986)
  - Recandosi ad un appuntamento, M. fa un incontro, al termine del quale riflette: "I modelli, anche i più violenti, sono cavallereschi, la vita non lo è."[8]
- Un "giallo" del Lager (apparso su La Stampa, 1986; datato 10 agosto 1986)
  - Ricostruzione della figura di Gerhard Goldbaum[9], compagno di prigionia dell'Autore, con addentellati a Londra, in Olanda e in Sudafrica.
- Scacco al tempo (apparso su La Stampa, 1986; datato 12 settembre 1986)
  - Theophil Skoptza brevetta il Paracronium, "un metodo per accelerare, rallentare o arrestare il tempo soggettivo ad libitum del soggetto."[10]
- Il mitra sotto il letto (apparso su La Stampa, 1986; datato 24 ottobre 1986)
  - L'avventurosa storia di un mitra che la sorella dell'Autore, una staffetta partigiana, si era ritrovata in casa dopo la liberazione.
- Fra Diavolo sul Po (apparso su La Stampa, 14 dicembre 1986)
  - Storia di come l'Autore, per una serie di circostanze, fosse paradossalmente finito a far parte, dal 1936 al 1938, della MVSN fascista; e di come, appena dopo la guerra, al ritorno da Auschwitz, stesse per essere giudicato abile per la leva di mare del servizio militare.
- Naso contro naso (apparso in Airone, gennaio 1987; poi in Il fabbricante di specchi, cit., col titolo La talpa; datato 17 novembre 1985)
  - Un giornalista intervista una talpa, che narra del proprio modo di vita.
- In diretta dal nostro intestino: l'Escherichia coli (apparso in Airone, febbraio 1987; poi in Il fabbricante di specchi, cit., col titolo L'escherichia coli; datato 7 dicembre 1986)
  - Un individuo batterico Escherichia coli, abitante all'interno di un intestino umano, viene intervistato da un giornalista. Si discute sulle particolarità dell'evoluzione, e sul progresso dell'uomo.
- Il gabbiano di Chivasso (apparso in Airone, aprile 1987; poi in Il fabbricante di specchi, cit., col titolo Il gabbiano; datato 14 gennaio 1987)
  - La fabbrica automobilistica Lancia, di Chivasso, come le ditte consimili, sottoproduce spazzatura e resti alimentari provenienti dalle mense aziendali: i gabbiani, da dove il pesce, loro alimento principe, scarseggia a causa dell'inquinamento, migrano lungo il Po, o da altre direttrici, verso la cittadina dell'entroterra piemontese e si adattano a cibarsi di ratti, frequentatori delle discariche, o di altri rifiuti.
- La giraffa dello zoo (apparso in Il fabbricante di specchi, cit., col titolo La giraffa; datato 1 febbraio 1987)
  - Rapida comparazione della fisiologia della giraffa con quella umana, ottenuta tramite un'intervista fatta da un giornalista (uomo) ad un esemplare maschio della specie animale (giraffa).
- Amori sulla tela (apparso in La Stampa, 26 aprile 1987; poi in Airone, maggio 1988, con il titolo L'ultima storia naturale di Primo Levi; in seguito in Il fabbricante di specchi, cit., col titolo Il ragno; datato 26 febbraio 1987)
  - Un ragno femmina parla con un giornalista di alcune particolarità della vita degli aracnidi.